# تیویسک
تیویسک (به لاتین: Tyuysk) یک منطقهٔ مسکونی در روسیه است که در باشقیرستان واقع شده‌است.